# Thornton Steward
Thornton Steward est un village et une paroisse civile du Yorkshire du Nord, en Angleterre.